# Udo Baron
Udo Baron (* 1. Dezember 1963 in Bremen) ist ein deutscher Historiker, Politikwissenschaftler und Extremismusforscher.

## Leben
Udo Baron studierte ab 1986 an der Westfälischen Wilhelms-Universität Münster Neuere Geschichte, Germanistik und Politikwissenschaften. Nach seiner Magisterarbeit über Die Wehrideologie der Nationalen Volksarmee der DDR war er 1992–1998 wissenschaftlicher Mitarbeiter für die sich mit der Aufarbeitung der SED-Diktatur beschäftigenden Enquete-Kommissionen des Deutschen Bundestages. In dieser Zeit bildete er sich zum geprüften Öffentlichkeitsarbeit-Berater weiter.
Ab 2000 war er an der FU Berlin wissenschaftlicher Mitarbeiter des Forschungsverbundes SED-Staat, wo er zur Westarbeit der SED, Parteiengeschichte und politischen Extremismus forschte. 2002 wurde er an der TU Chemnitz mit der Arbeit Einfluss der SED und ihrer westdeutschen Verbündeten auf die Partei „Die Grünen“  im „Kampf um den Frieden“ bei Eckhard Jesse zum Dr. phil. promoviert.
Von November 2005 bis Oktober 2007 arbeitete er am Potsdamer Leibniz-Zentrum für Zeithistorische Forschung als wissenschaftlicher Mitarbeiter für das Projekt Todesopfer an der Berliner Mauer. Er gehört zu den Autoren des biographischen Handbuchs über Die Todesopfer an der Berliner Mauer 1961–1989. Anschließend wurde er Referent für den Bereich Linksextremismus in der Abteilung 5 (Verfassungsschutz) des Niedersächsischen Ministeriums für Inneres und Sport.
Baron ist Autor zahlreicher Beiträge für verschiedene Publikationen, u. a. für das Jahrbuch für Extremismus- und Terrorismusforschung, das Deutschland Archiv, Die Kriminalpolizei und Die Politische Meinung. Zugleich führt er Vortragsveranstaltungen und Seminare für verschiedene Bildungseinrichtungen, u. a. die Konrad-Adenauer-Stiftung, durch. Er gehörte zu den fachlichen Beratern der Sky-Doku-Reihe „Petra Kelly – der rätselhafte Tod einer Friedensikone“.

## Veröffentlichungen (Auswahl)
- Die Wehrideologie der Nationalen Volksarmee der DDR, Bochum 1993, ISBN 3-8196-0132-5
- Die fünfte Kolonne? Die evangelische Kirche in der DDR und der Aufbau des Sozialismus. In: Der Tag X – 17. Juni 1953. Hrsg. v. Ilko-Sascha Kowalczuk, Armin Mitter, Stefan Wolle, Berlin 1995, ISBN 3-86153-083-X, S. 311–334.
- (Hrsg.) Zwischen Reformdruck und Machtsicherungsstrategien – Zur Wirtschaftspolitik de Regierung Modrow, Hagen 1998, ISBN 3-933842-10-7.
- Kalter Krieg und heißer Frieden – Der Einfluss der SED und ihrer westdeutschen Bündnisorganisationen auf die Partei „Die Grünen“,  Münster u. a. 2003, ISBN 3-8258-6108-2
- „Gruppe Ralf Forster“. Die geheime Militärorganisation von DKP und SED in der Bundesrepublik (Memento vom 18. März 2013 im Internet Archive), in: Deutschland Archiv 38 (2005), Heft 6, S. 1009–1016
- Der ungeklärte Tod der Petra K. Kelly, in: Petra Kelly. Eine Erinnerung, hrsg. von der Heinrich-Böll-Stiftung, Berlin 2007, ISBN   978-3-927760-68-4, S. 179–183
- mit Manfred Wilke: Die Linke. Entstehung – Entwicklung – Geschichte, Sankt Augustin 2009, ISBN 978-3-940955-37-1
- mit Manfred Wilke: Die Linke. Bündnis- und Koalitionspolitik der Partei, Sankt Augustin 2009, ISBN 978-3-940955-59-3
- mit Manfred Wilke: Die Linke. Politische Konzeptionen der Partei, Sankt Augustin 2009, ISBN 978-3-940955-60-9
- mit Hans-Hermann Hertle, Maria Nooke und Christine Brecht: Die Todesopfer an der Berliner Mauer 1961 – 1989. Ein biographisches Handbuch. Berlin 2009, ISBN 978-3-86153-517-1.
- Die linksautonome Szene, in: Linksextremismus in der Bundesrepublik Deutschland, hrsg. v. Ulrich Dovermann, Bonn 211, ISBN  978-3-8389-0135-0, S. 231–245
- Pippi Langstrumpf oder: Was ist ein Autonomer?, in: Deutschland Archiv Nr. 1/2012, ISSN 0012-1428 62539, S. 60–68.
- Das Selbstverständnis von Links- und Rechtsautonomen – Ein Vergleich zweier neuer subkultureller Erscheinungsformen, in: Extremismus in  Deutschland – Schwerpunkte, Vergleiche, Perspektiven, hrsg. v. Eckhard Jesse und Uwe Backes, Baden-Baden 2013, ISBN 978-3-8487-0090-5, S. 435–452
- „Die Herrschaft der Schwänze hat ihre Grenze?“ Die Frauenfrage bei den sozialistischen Klassikern und im bundesdeutschen Linksextremismus, in: Jahrbuch für Extremismus- und Terrorismusforschung 2014 (II), hrsg. von Armin Pfahl-Traughber, Brühl/Rheinland 2014, ISBN 978-3-938407-68-4, S. 5–27.
- Die DDR im Spiegel des deutschen Linksextremismus , 2014
- Vom Autonomen zum Postautonomen – Wohin steuert die autonome Bewegung? in: Jahrbuch für Extremismus- und Terrorismusforschung 2015/16 (II), hrsg. von Armin Pfahl-Traughber, Brühl/Rheinland 2016, ISBN 978-3-938407-84-4, S. 59–79.
- Macht kaputt, was Euch kaputt macht. Der G20-Gipfel von Hamburg und der Linksextremismus in: Jahrbuch für Extremismus- und Terrorismusforschung 2017/18 (II), hrsg. von Armin Pfahl-Traughber, Brühl/Rheinland 2018, S. 5–28.
- Linksextremisten in Bewegung[7], 2018
- Autonome Militanz und G20-Gipfel in: Jahrbuch Öffentliche Sicherheit 2018/2019, hrsg. von Martin H. W. Möllers, Robert Chr. van Ooyen, ISBN 978-3-86676-570-2, S. 149–158.
- Die Grünen im Fokus der Westarbeit der SED in: Das Ruhrgebiet im Fokus der Westarbeit der SED, hrsg. von Stefan Berger, Burkhard Dietz, Helmut Müller-Engbergs, Essen 2020, ISBN 978-3-8375-2230-3, S. 135–157.
- „System Change not Climate Change“. Die Klimaschutzbewegung und der Linksextremismus in: Die Kriminalpolizei Nr. 2/2020, hrsg. v. der Gewerkschaft der Polizei, ISSN 0938-9636, S. 4–7.
- Die Gegenwart der 3. Generation der Roten Armee Fraktion (RAF). Aktivisten zwischen Beschaffungskriminalität und sozialrevolutionärem Terrorismus in: Jahrbuch für Extremismus- und Terrorismusforschung 2019/2020 (II), hrsg. v. Hendrik Hansen, Armin Pfahl-Traughber, Brühl/Rheinland 2021, S. 186–206.
- Kleine Geschichte des Linksextremismus – 1983  bis 2023, in: Die Kriminalpolizei Nr. 2/2023, hrsg. v. der Gewerkschaft der Polizei, S. 23–27.
- Von der Radikalisierung in die Gewalt zur Radikalisierung in der Gewalt. Eine prognostische Analyse zu Gefahrenpotentialen in der Autonomen Szene, in: Jahrbuch für Extremismus- und Terrorismusforschung 2021–2023 (II), hrsg.v. Hendrik Hansen, Armin Pfahl-Traughber, Brühl/Rheinland 2024, S. 36–60.
- Die Klimaschutzbewegung und der Linksextremismus 2.0. Eine Analyse zur Veränderung linksextremistischer Beeinflussungsversuche, in: Jahrbuch für Extremismus- und Terrorismusforschung 2021–2023 (II), hrsg. v. Hendrik Hansen, Armin Pfahl-Traughber, Brühl/Rheinland 2024, S. 61–81.